# Атанасий Митилинеос
Атанасий (на гръцки: Αθανάσιος Μυτιληναίος, Атанасиос Митилинеос) е гръцки духовник, костурски митрополит от 1836 до 1841 година.

## Биография
Атанасий е роден със светското име Хадзивасилиу в село Мория край Митилини на Лесбос и затова носи прякора Митилинеос, тоест Митиленец. Избран е за костурски митрополит през февруари 1835 година и наследява на трона Неофит, който става митрополит на Имброска епархия. В Костур Атанасий развива широка дейност, като строи много училищни сгради и поставя основите на женското образование. В 1840 година възстановява градската енорийска църква „Свети Лука“.
През 1841 година е преместен като митрополит на Смирненска епархия, където остава 10 години до смъртта си в 1850 година.